# Nitrovasodilatador
Un nitrovasodilatador es un agente farmacéutico que causa vasodilatación (ensanchamiento de los vasos sanguíneos) por donación de óxido nítrico (NO), y se usa principalmente para el tratamiento y la prevención de la angina de pecho .
Este grupo de fármacos incluye nitratos (ésteres de ácido nítrico), que se reducen a NO en el cuerpo, así como algunas otras sustancias.

## Ejemplos
A continuación, una lista de ejemplos del tipo de nitrato (en orden alfabético)
1. Dinitrato de dietilenglicol
2. Trinitrato de glicerilo (nitroglicerina)
3. Mononitrato y dinitrato de isosorbida
4. Tosilato de istramina
5. Nicorandil (que además actúa como abridor de los canales de potasio)
6. Tetranitrato de pentaeritritilo
7. Propatylnitrato
8. Sinitrodil
9. Tenitramina
10. Trolnitrato

Los nitrovasodilatadores que no son nitratos incluyen la molsidomina y su metabolito activo linsidomina, así como el nitroprusiato de sodio. Estas sustancias no necesitan ser reducidas para donar NO.

## Usos médicos

Trinitrato de glicerilo (nitroglicerina)

Molsidomina

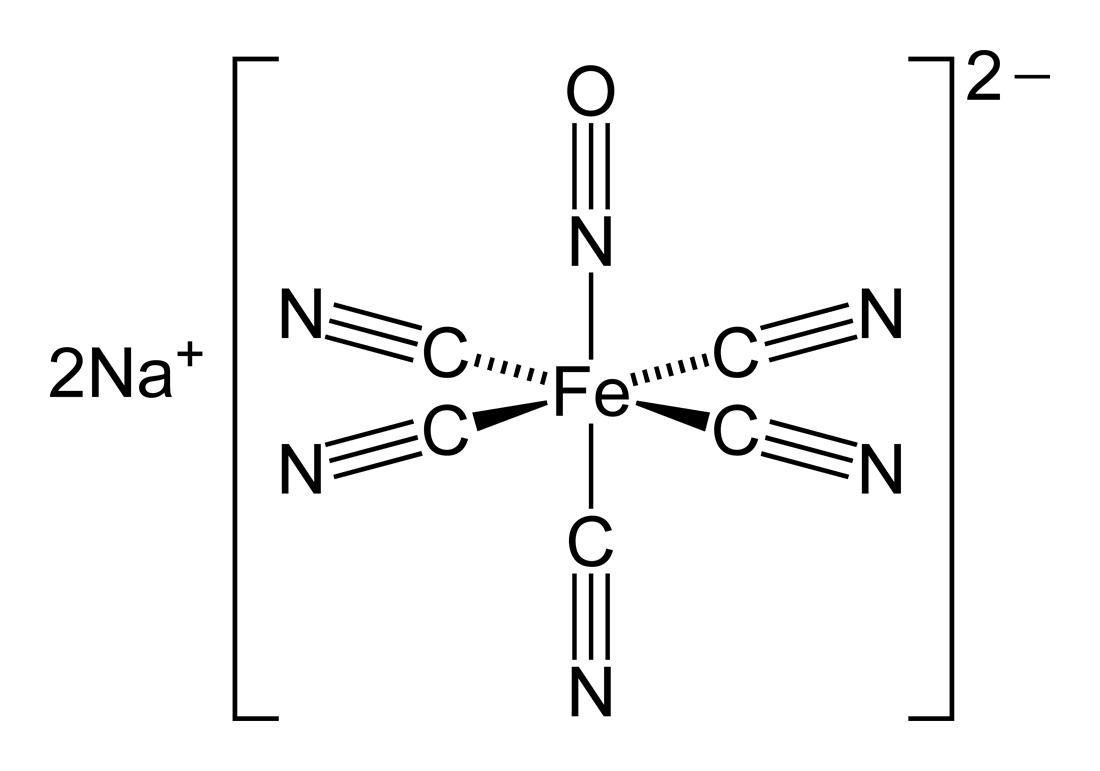
Nitroprusiato de sodio

Los nitratos se utilizan para el tratamiento y la prevención de la angina y del infarto agudo de miocardio, mientras que la molsidomina actúa con demasiada lentitud para ser útil en el tratamiento de la angina aguda. Para una acción rápida en el tratamiento de la angina, el trinitrato de glicerilo se utiliza en forma de spray sublingual (spray nitro) o como cápsulas blandas para triturar.
El nitroprusiato se usa por vía intravenosa para el tratamiento de crisis hipertensivas, insuficiencia cardíaca y disminución de la presión arterial durante la cirugía.

## Contraindicaciones
Los nitrovasodilatadores están contraindicados en circunstancias en las que la disminución de la presión arterial puede ser peligrosa. Esto incluye, con alguna variación entre las sustancias individuales, hipotensión grave (presión arterial baja), shock, incluido el shock cardiogénico, y anemia. Que un fármaco específico sea útil o nocivo para la insuficiencia cardíaca y el infarto de miocardio depende de su velocidad de acción: las sustancias de acción rápida, como el trinitrato de glicerilo y el nitroprusiato, pueden ser útiles para controlar la presión arterial y, en consecuencia, la cantidad de sangre que el corazón tiene que bombear, si es necesario la aplicación es monitoreada continuamente. Las sustancias de acción lenta conllevarían el peligro de isquemia debido a una presión arterial incontrolablemente baja y, por lo tanto, están contraindicadas. Dependiendo de las circunstancias, incluso las sustancias de acción rápida pueden estar contraindicadas, por ejemplo, el trinitrato de glicerilo en pacientes con insuficiencia cardíaca obstructiva.
Estos medicamentos también están contraindicados en pacientes que han tomado recientemente inhibidores de la PDE5 como sildenafil (Viagra).

## Efectos adversos
La mayoría de los efectos secundarios son consecuencias directas de la vasodilatación y la subsiguiente presión arterial baja. Incluyen dolor de cabeza ("dolor de cabeza por nitrato") como resultado del ensanchamiento de los vasos sanguíneos en el cerebro, taquicardia refleja (frecuencia cardíaca rápida), sofocos, mareos, náuseas y vómitos. Estos efectos suelen desaparecer después de unos días si se continúa con el tratamiento.
Ocasionalmente, se produce hipotensión grave poco después de comenzar el tratamiento, lo que posiblemente resulte en síntomas de angina intensificados o síncope, a veces con bradicardia (frecuencia cardíaca lenta).

## Interacciones
Una serie de fármacos se suman a la presión arterial baja causada por los nitrovasodilatadores: por ejemplo, otros vasodilatadores, medicamentos antihipertensivos, antidepresivos tricíclicos, antipsicóticos, anestésicos generales y etanol. La combinación con inhibidores de la PDE5, incluido el sildenafilo (Viagra), está contraindicada porque puede producirse una hipotensión potencialmente mortal.
Los nitratos aumentan la biodisponibilidad de la dihidroergotamina (DHE). Los niveles altos de DHE pueden provocar espasmos coronarios en pacientes con enfermedad coronaria. Esta interacción no se describe para los nitrovasodilatadores que no son nitratos.

## Mecanismo de acción
Los nitrovasodilatadores son profármacos que donan NO por varios mecanismos. Los nitratos se someten a una reducción química, probablemente mediada por enzimas. La molsidomina y el nitroprusiato ya contienen nitrógeno en el estado de oxidación correcto (+2) y liberan NO sin la ayuda de enzimas.
El NO estimula la forma soluble de la enzima guanilato ciclasa en las células del músculo liso de los vasos sanguíneos. La guanilato ciclasa produce monofosfato de guanosina cíclico (GMPc) a partir de trifosfato de guanosina (GTP). El GMPc a su vez, activa la proteína quinasa G dependiente de nucleótidos cíclicos, que fosforila varias proteínas que juegan un papel en la disminución de los niveles de calcio intracelular, lo que conduce a la relajación de las células musculares y, por lo tanto, a la dilatación de los vasos sanguíneos.
El efecto más importante en la angina es el ensanchamiento de las venas, lo que aumenta su capacidad para retener sangre ("acumulación venosa") y reduce la presión de la sangre que regresa al corazón (la precarga). El ensanchamiento de las grandes arterias también reduce la presión contra la cual tiene que bombear el corazón, la poscarga. Una precarga y poscarga más bajas dan como resultado que el corazón necesite menos energía y, por lo tanto, menos oxígeno. Además, el NO donado por los nitrovasodilatadores puede reducir los espasmos coronarios, aumentando el suministro de oxígeno al corazón.
Los inhibidores de la PDE5 bloquean la desactivación del GMPc por la enzima fosfodiesterasa-5. En combinación con el aumento de la producción de GMPc provocado por los nitrovasodilatadores, esto da lugar a concentraciones elevadas de GMPc, una amplia acumulación venosa y una hipotensión potencialmente mortal.

## Tolerancia a los nitratos
Los nitratos presentan un desarrollo de tolerancia, o más concretamente de taquifilaxia, lo que significa que la aplicación repetida provoca una rápida disminución del efecto, normalmente en 24 horas. Una pausa de seis a ocho horas restablece la eficacia original. En un principio se pensó que este fenómeno era consecuencia del agotamiento de los grupos tiol (-SH) necesarios para la reducción de los nitratos. Aunque esta teoría encajaría con el hecho de que la molsidomina (que no se reduce) no presenta taquifilaxia, entretanto ha sido refutada. Las teorías más nuevas incluyen el aumento del estrés oxidativo que resulta en la desactivación de NO a peroxinitrito y la liberación de los vasoconstrictores angiotensina II y endotelina como reacción de los vasos sanguíneos a la vasodilatación mediada por NO.

## Diferencias en la farmacocinética
Los nitratos se diferencian principalmente por la velocidad y la duración de su acción. El trinitrato de glicerilo actúa de forma rápida y breve (de 10 a 30 minutos), mientras que la mayoría de los demás nitratos tienen un inicio de acción más lento, pero son eficaces hasta seis horas. La molsidomina, como ya se ha mencionado, no sólo actúa lentamente, sino que también se diferencia de los nitratos en que no presenta tolerancia. El nitroprusiato, administrado por vía intravenosa, actúa inmediatamente y, tras interrumpir la infusión, la presión arterial vuelve a su nivel anterior en diez minutos. 